# Spaniocentra tridens
Spaniocentra tridens är en fjärilsart som beskrevs av Holloway 1982. Spaniocentra tridens ingår i släktet Spaniocentra och familjen mätare. Inga underarter finns listade i Catalogue of Life.